# Okręgowe rozgrywki w piłce nożnej woj. białostockiego (1970/1971)
37. Edycja okręgowych rozgrywek w piłce nożnej województwa białostockiego

Okręgowe rozgrywki w piłce nożnej województwa białostockiego prowadzone są przez Białostocki Okręgowy Związek Piłki Nożnej, rozgrywane są w trzech ligach, najwyższym poziomem jest klasa okręgowa, następnie klasa A i klasa B (3 grupy).

Mistrzostwo Okręgu zdobyła drużyna Wigry Suwałki.

Okręgowy Puchar Polski zdobył Włókniarz Białystok.
Drużyny z województwa białostockiego występujące w centralnych i makroregionalnych poziomach rozgrywkowych:
- I Liga – brak
- II Liga – brak
- III Liga – Włókniarz Białystok, Sokół Sokółka.

| Rozgrywki      | Poziomy rozgrywkowe w sezonie 1970/71 | Poziomy rozgrywkowe w sezonie 1970/71 | Poziomy rozgrywkowe w sezonie 1970/71 | Poziomy rozgrywkowe w sezonie 1970/71 | Poziomy rozgrywkowe w sezonie 1970/71 | Poziomy rozgrywkowe w sezonie 1970/71 | Poziomy rozgrywkowe w sezonie 1970/71 | Poziomy rozgrywkowe w sezonie 1970/71 | Poziomy rozgrywkowe w sezonie 1970/71 | Poziomy rozgrywkowe w sezonie 1970/71 | Poziomy rozgrywkowe w sezonie 1970/71 | Poziomy rozgrywkowe w sezonie 1970/71 | Poziomy rozgrywkowe w sezonie 1970/71 | Poziomy rozgrywkowe w sezonie 1970/71 | Poziomy rozgrywkowe w sezonie 1970/71 | Poziomy rozgrywkowe w sezonie 1970/71 | Poziomy rozgrywkowe w sezonie 1970/71 | Poziomy rozgrywkowe w sezonie 1970/71 | Poziomy rozgrywkowe w sezonie 1970/71 | Poziomy rozgrywkowe w sezonie 1970/71 | Poziomy rozgrywkowe w sezonie 1970/71 | Poziomy rozgrywkowe w sezonie 1970/71 | Poziomy rozgrywkowe w sezonie 1970/71 | Poziomy rozgrywkowe w sezonie 1970/71 | Poziomy rozgrywkowe w sezonie 1970/71 | Poziomy rozgrywkowe w sezonie 1970/71 | Poziomy rozgrywkowe w sezonie 1970/71 | Poziomy rozgrywkowe w sezonie 1970/71 | Poziomy rozgrywkowe w sezonie 1970/71 | Poziomy rozgrywkowe w sezonie 1970/71 | Poziomy rozgrywkowe w sezonie 1970/71 | Poziomy rozgrywkowe w sezonie 1970/71 | Poziomy rozgrywkowe w sezonie 1970/71 | Poziomy rozgrywkowe w sezonie 1970/71 | Poziomy rozgrywkowe w sezonie 1970/71 | Poziomy rozgrywkowe w sezonie 1970/71 | Poziomy rozgrywkowe w sezonie 1970/71 | Poziomy rozgrywkowe w sezonie 1970/71 | Poziomy rozgrywkowe w sezonie 1970/71 | Poziomy rozgrywkowe w sezonie 1970/71 | Poziomy rozgrywkowe w sezonie 1970/71 | Poziomy rozgrywkowe w sezonie 1970/71 | Poziomy rozgrywkowe w sezonie 1970/71 | Poziomy rozgrywkowe w sezonie 1970/71 | Poziomy rozgrywkowe w sezonie 1970/71 | Poziomy rozgrywkowe w sezonie 1970/71 | Poziomy rozgrywkowe w sezonie 1970/71 | Poziomy rozgrywkowe w sezonie 1970/71 | Poziomy rozgrywkowe w sezonie 1970/71 | Poziomy rozgrywkowe w sezonie 1970/71 | Poziomy rozgrywkowe w sezonie 1970/71 | Poziomy rozgrywkowe w sezonie 1970/71 | Poziomy rozgrywkowe w sezonie 1970/71 | Poziomy rozgrywkowe w sezonie 1970/71 | Poziomy rozgrywkowe w sezonie 1970/71 | Poziomy rozgrywkowe w sezonie 1970/71 | Poziomy rozgrywkowe w sezonie 1970/71 | Poziomy rozgrywkowe w sezonie 1970/71 | Poziomy rozgrywkowe w sezonie 1970/71 | Poziomy rozgrywkowe w sezonie 1970/71 | Poziomy rozgrywkowe w sezonie 1970/71 |
| -------------- | ------------------------------------- | ------------------------------------- | ------------------------------------- | ------------------------------------- | ------------------------------------- | ------------------------------------- | ------------------------------------- | ------------------------------------- | ------------------------------------- | ------------------------------------- | ------------------------------------- | ------------------------------------- | ------------------------------------- | ------------------------------------- | ------------------------------------- | ------------------------------------- | ------------------------------------- | ------------------------------------- | ------------------------------------- | ------------------------------------- | ------------------------------------- | ------------------------------------- | ------------------------------------- | ------------------------------------- | ------------------------------------- | ------------------------------------- | ------------------------------------- | ------------------------------------- | ------------------------------------- | ------------------------------------- | ------------------------------------- | ------------------------------------- | ------------------------------------- | ------------------------------------- | ------------------------------------- | ------------------------------------- | ------------------------------------- | ------------------------------------- | ------------------------------------- | ------------------------------------- | ------------------------------------- | ------------------------------------- | ------------------------------------- | ------------------------------------- | ------------------------------------- | ------------------------------------- | ------------------------------------- | ------------------------------------- | ------------------------------------- | ------------------------------------- | ------------------------------------- | ------------------------------------- | ------------------------------------- | ------------------------------------- | ------------------------------------- | ------------------------------------- | ------------------------------------- | ------------------------------------- | ------------------------------------- | ------------------------------------- | ------------------------------------- |
| Centralne      | I poziom ligowy                       | I Liga                                | I Liga                                | I Liga                                | I Liga                                | I Liga                                | I Liga                                | I Liga                                | I Liga                                | I Liga                                | I Liga                                | I Liga                                | I Liga                                | I Liga                                | I Liga                                | I Liga                                | I Liga                                | I Liga                                | I Liga                                | I Liga                                | I Liga                                | I Liga                                | I Liga                                | I Liga                                | I Liga                                | I Liga                                | I Liga                                | I Liga                                | I Liga                                | I Liga                                | I Liga                                | I Liga                                | I Liga                                | I Liga                                | I Liga                                | I Liga                                | I Liga                                | I Liga                                | I Liga                                | I Liga                                | I Liga                                | I Liga                                | I Liga                                | I Liga                                | I Liga                                | I Liga                                | I Liga                                | I Liga                                | I Liga                                | I Liga                                | I Liga                                | I Liga                                | I Liga                                | I Liga                                | I Liga                                | I Liga                                | I Liga                                | I Liga                                | I Liga                                | I Liga                                | I Liga                                |
| Centralne      | II poziom ligowy                      | II Liga                               | II Liga                               | II Liga                               | II Liga                               | II Liga                               | II Liga                               | II Liga                               | II Liga                               | II Liga                               | II Liga                               | II Liga                               | II Liga                               | II Liga                               | II Liga                               | II Liga                               | II Liga                               | II Liga                               | II Liga                               | II Liga                               | II Liga                               | II Liga                               | II Liga                               | II Liga                               | II Liga                               | II Liga                               | II Liga                               | II Liga                               | II Liga                               | II Liga                               | II Liga                               | II Liga                               | II Liga                               | II Liga                               | II Liga                               | II Liga                               | II Liga                               | II Liga                               | II Liga                               | II Liga                               | II Liga                               | II Liga                               | II Liga                               | II Liga                               | II Liga                               | II Liga                               | II Liga                               | II Liga                               | II Liga                               | II Liga                               | II Liga                               | II Liga                               | II Liga                               | II Liga                               | II Liga                               | II Liga                               | II Liga                               | II Liga                               | II Liga                               | II Liga                               | II Liga                               |
| Makroregionlne | III poziom ligowy                     | III Liga – gr.I                       | III Liga – gr.I                       | III Liga – gr.I                       | III Liga – gr.I                       | III Liga – gr.I                       | III Liga – gr.I                       | III Liga – gr.I                       | III Liga – gr.I                       | III Liga – gr.I                       | III Liga – gr.I                       | III Liga – gr.I                       | III Liga – gr.I                       | III Liga – gr.I                       | III Liga – gr.I                       | III Liga – gr.I                       | III Liga – gr.II                      | III Liga – gr.II                      | III Liga – gr.II                      | III Liga – gr.II                      | III Liga – gr.II                      | III Liga – gr.II                      | III Liga – gr.II                      | III Liga – gr.II                      | III Liga – gr.II                      | III Liga – gr.II                      | III Liga – gr.II                      | III Liga – gr.II                      | III Liga – gr.II                      | III Liga – gr.II                      | III Liga – gr.II                      | III Liga – gr.III                     | III Liga – gr.III                     | III Liga – gr.III                     | III Liga – gr.III                     | III Liga – gr.III                     | III Liga – gr.III                     | III Liga – gr.III                     | III Liga – gr.III                     | III Liga – gr.III                     | III Liga – gr.III                     | III Liga – gr.III                     | III Liga – gr.III                     | III Liga – gr.III                     | III Liga – gr.III                     | III Liga – gr.III                     | III Liga – gr.IV                      | III Liga – gr.IV                      | III Liga – gr.IV                      | III Liga – gr.IV                      | III Liga – gr.IV                      | III Liga – gr.IV                      | III Liga – gr.IV                      | III Liga – gr.IV                      | III Liga – gr.IV                      | III Liga – gr.IV                      | III Liga – gr.IV                      | III Liga – gr.IV                      | III Liga – gr.IV                      | III Liga – gr.IV                      | III Liga – gr.IV                      |
| Okręgowe       | IV poziom ligowy                      | Klasa Okręgowa                        | Klasa Okręgowa                        | Klasa Okręgowa                        | Klasa Okręgowa                        | Klasa Okręgowa                        | Klasa Okręgowa                        | Klasa Okręgowa                        | Klasa Okręgowa                        | Klasa Okręgowa                        | Klasa Okręgowa                        | Klasa Okręgowa                        | Klasa Okręgowa                        | Klasa Okręgowa                        | Klasa Okręgowa                        | Klasa Okręgowa                        | Klasa Okręgowa                        | Klasa Okręgowa                        | Klasa Okręgowa                        | Klasa Okręgowa                        | Klasa Okręgowa                        | Klasa Okręgowa                        | Klasa Okręgowa                        | Klasa Okręgowa                        | Klasa Okręgowa                        | Klasa Okręgowa                        | Klasa Okręgowa                        | Klasa Okręgowa                        | Klasa Okręgowa                        | Klasa Okręgowa                        | Klasa Okręgowa                        | Klasa Okręgowa                        | Klasa Okręgowa                        | Klasa Okręgowa                        | Klasa Okręgowa                        | Klasa Okręgowa                        | Klasa Okręgowa                        | Klasa Okręgowa                        | Klasa Okręgowa                        | Klasa Okręgowa                        | Klasa Okręgowa                        | Klasa Okręgowa                        | Klasa Okręgowa                        | Klasa Okręgowa                        | Klasa Okręgowa                        | Klasa Okręgowa                        | Klasa Okręgowa                        | Klasa Okręgowa                        | Klasa Okręgowa                        | Klasa Okręgowa                        | Klasa Okręgowa                        | Klasa Okręgowa                        | Klasa Okręgowa                        | Klasa Okręgowa                        | Klasa Okręgowa                        | Klasa Okręgowa                        | Klasa Okręgowa                        | Klasa Okręgowa                        | Klasa Okręgowa                        | Klasa Okręgowa                        | Klasa Okręgowa                        |
| Okręgowe       | V poziom ligowy                       | Klasa A – gr.I                        | Klasa A – gr.I                        | Klasa A – gr.I                        | Klasa A – gr.I                        | Klasa A – gr.I                        | Klasa A – gr.I                        | Klasa A – gr.I                        | Klasa A – gr.I                        | Klasa A – gr.I                        | Klasa A – gr.I                        | Klasa A – gr.I                        | Klasa A – gr.I                        | Klasa A – gr.I                        | Klasa A – gr.I                        | Klasa A – gr.I                        | Klasa A – gr.I                        | Klasa A – gr.I                        | Klasa A – gr.I                        | Klasa A – gr.I                        | Klasa A – gr.I                        | Klasa A – gr.I                        | Klasa A – gr.I                        | Klasa A – gr.I                        | Klasa A – gr.I                        | Klasa A – gr.I                        | Klasa A – gr.I                        | Klasa A – gr.I                        | Klasa A – gr.I                        | Klasa A – gr.I                        | Klasa A – gr.I                        | Klasa A – gr.I                        | Klasa A – gr.I                        | Klasa A – gr.I                        | Klasa A – gr.I                        | Klasa A – gr.I                        | Klasa A – gr.I                        | Klasa A – gr.I                        | Klasa A – gr.I                        | Klasa A – gr.I                        | Klasa A – gr.I                        | Klasa A – gr.I                        | Klasa A – gr.I                        | Klasa A – gr.I                        | Klasa A – gr.I                        | Klasa A – gr.I                        | Klasa A – gr.I                        | Klasa A – gr.I                        | Klasa A – gr.I                        | Klasa A – gr.I                        | Klasa A – gr.I                        | Klasa A – gr.I                        | Klasa A – gr.I                        | Klasa A – gr.I                        | Klasa A – gr.I                        | Klasa A – gr.I                        | Klasa A – gr.I                        | Klasa A – gr.I                        | Klasa A – gr.I                        | Klasa A – gr.I                        | Klasa A – gr.I                        |
| Okręgowe       | VI poziom ligowy                      | Klasa B – gr.I                        | Klasa B – gr.I                        | Klasa B – gr.I                        | Klasa B – gr.I                        | Klasa B – gr.I                        | Klasa B – gr.I                        | Klasa B – gr.I                        | Klasa B – gr.I                        | Klasa B – gr.I                        | Klasa B – gr.I                        | Klasa B – gr.I                        | Klasa B – gr.I                        | Klasa B – gr.I                        | Klasa B – gr.I                        | Klasa B – gr.I                        | Klasa B – gr.I                        | Klasa B – gr.I                        | Klasa B – gr.I                        | Klasa B – gr.I                        | Klasa B – gr.I                        | Klasa B – gr.II                       | Klasa B – gr.II                       | Klasa B – gr.II                       | Klasa B – gr.II                       | Klasa B – gr.II                       | Klasa B – gr.II                       | Klasa B – gr.II                       | Klasa B – gr.II                       | Klasa B – gr.II                       | Klasa B – gr.II                       | Klasa B – gr.II                       | Klasa B – gr.II                       | Klasa B – gr.II                       | Klasa B – gr.II                       | Klasa B – gr.II                       | Klasa B – gr.II                       | Klasa B – gr.II                       | Klasa B – gr.II                       | Klasa B – gr.II                       | Klasa B – gr.II                       | Klasa B – gr.III                      | Klasa B – gr.III                      | Klasa B – gr.III                      | Klasa B – gr.III                      | Klasa B – gr.III                      | Klasa B – gr.III                      | Klasa B – gr.III                      | Klasa B – gr.III                      | Klasa B – gr.III                      | Klasa B – gr.III                      | Klasa B – gr.III                      | Klasa B – gr.III                      | Klasa B – gr.III                      | Klasa B – gr.III                      | Klasa B – gr.III                      | Klasa B – gr.III                      | Klasa B – gr.III                      | Klasa B – gr.III                      | Klasa B – gr.III                      | Klasa B – gr.III                      |

## Klasa Okręgowa – IV poziom rozgrywkowy
| Poz. | Drużyna                   | M  | Z  | R | P  | Bramki | Punkty |
| ---- | ------------------------- | -- | -- | - | -- | ------ | ------ |
| 1    | Wigry Suwałki             | 22 | 14 | 7 | 1  | 39-11  | 35     |
| 2    | Mazur Ełk (s)             | 22 | 16 | 2 | 4  | 59-14  | 34     |
| 3    | Husar Nurzec              | 22 | 13 | 3 | 6  | 43-13  | 29     |
| 4    | Gwardia Białystok         | 22 | 11 | 4 | 7  | 49-28  | 26     |
| 5    | Pogoń Łapy                | 22 | 11 | 4 | 7  | 28-25  | 26     |
| 6    | SŁKS Start Łomża          | 22 | 11 | 3 | 8  | 38-36  | 25     |
| 7    | Jagiellonia Białystok (b) | 22 | 7  | 8 | 7  | 31-25  | 22     |
| 8    | Włókniarz II Białystok    | 22 | 8  | 3 | 11 | 28-34  | 19     |
| 9    | Puszcza Hajnówka          | 22 | 6  | 3 | 13 | 30-37  | 15     |
| 10   | Czarni Olecko             | 22 | 5  | 5 | 12 | 19-46  | 15     |
| 11   | Społem Bielsk Podlaski    | 22 | 5  | 4 | 13 | 20-61  | 14     |
| 12   | Wissa Szczuczyn (b)       | 22 | 1  | 2 | 19 | 25-79  | 4      |

- Zmiana nazwy ŁKS Start na SŁKS Start Łomża (Spółdzielczy Łomżyński Klub Sportowy).

## Klasa A – V poziom rozgrywkowy
| Poz. | Drużyna                       | M  | Z | R | P | Bramki | Punkty |
| ---- | ----------------------------- | -- | - | - | - | ------ | ------ |
| 1    | ZKS Zambrów                   | 20 |   |   |   | 73-21  | 34     |
| 2    | Cresovia Gołdap               | 20 |   |   |   | 66-24  | 33     |
| 3    | Ognisko-Starosielce Białystok | 20 |   |   |   | 50-32  | 23     |
| 4    | Skra Czarna Białostocka (s)   | 20 |   |   |   | 39-25  | 21     |
| 5    | Mazur II Ełk                  | 20 |   |   |   | 47-41  | 21     |
| 6    | AKS Augustów                  | 20 |   |   |   | 42-45  | 20     |
| 7    | Cresovia Siemiatycze (b)      | 20 |   |   |   | 44-36  | 18     |
| 8    | Pomorzanka Sejny              | 20 |   |   |   | 39-59  | 15     |
| 9    | Pomorzan Prostki (b)          | 20 |   |   |   | 37-63  | 14     |
| 10   | Warmia Grajewo (s)            | 20 |   |   |   | 29-53  | 12     |
| 11   | Motor Dojlidy (b)             | 20 |   |   |   | 28-95  | 9      |

- Przed sezonem doszło do fuzji KS Starosielce z Ogniskiem Białystok, powstał nowy klub o nazwie KKS Ognisko-Starosielce Białystok.

## Klasa B – VI poziom rozgrywkowy
Grupa I
| Poz. | Drużyna                 | M  | Z | R | P | Bramki | Punkty |
| ---- | ----------------------- | -- | - | - | - | ------ | ------ |
| 1    | Wigry II Suwałki        | 18 |   |   |   | 67-28  | 27     |
| 2    | Orzeł Orla Jucha (b)    | 18 |   |   |   | 60-35  | 26     |
| 3    | Orzeł Kolno (s)         | 18 |   |   |   | 50-28  | 23     |
| 4    | LZS Jedwabne (b)        | 18 |   |   |   | 44-43  | 22     |
| 5    | Promień Mońki           | 18 |   |   |   | 38-51  | 17     |
| 6    | Jasion Jasionówka       | 18 |   |   |   | 39-48  | 15     |
| 7    | Znicz Radziłów          | 18 |   |   |   | 40-46  | 13     |
| 8    | Dąb Dąbrowa Białostocka | 18 |   |   |   | 48-61  | 12     |
| 9    | LZS Stawiski            | 18 |   |   |   | 35-57  | 12     |
| 10   | Czarni Wąsosz           | 18 |   |   |   | 29-59  | 11     |

Grupa II
| Poz. | Drużyna                  | M  | Z | R | P | Bramki | Punkty |
| ---- | ------------------------ | -- | - | - | - | ------ | ------ |
| 1    | Husar II Nurzec          | 18 |   |   |   | 69-35  | 26     |
| 2    | Ruch Wysokie Mazowieckie | 18 |   |   |   | 53-35  | 24     |
| 3    | LZS Ciechanowiec (s)     | 18 |   |   |   | 58-37  | 24     |
| 4    | LZS Szepietowo           | 18 |   |   |   | 63-44  | 21     |
| 5    | Żubr Białowieża          | 18 |   |   |   | 50-42  | 19     |
| 6    | Żubr Drohiczyn           | 18 |   |   |   | 38-52  | 19     |
| 7    | Mechanik Czyżew          | 18 |   |   |   | 53-59  | 15     |
| 8    | Iskra Narew              | 18 |   |   |   | 47-68  | 15     |
| 9    | Las Narewka              | 18 |   |   |   | 30-48  | 11     |
| 10   | LZS Brańsk               | 18 |   |   |   | 28-69  | 6      |

- Zmiana nazwy Czarni na Iskra Narew.
- Zmiana nazwy LZS na Mechanik Czyżew.
- Po sezonie Iskra Narew wycofała się z rozgrywek.

Grupa III
| Poz. | Drużyna                      | M  | Z  | R | P  | Bramki | Punkty |
| ---- | ---------------------------- | -- | -- | - | -- | ------ | ------ |
| 1    | Gwardia II Białystok (b)     | 16 | 14 | 0 | 2  | 82-20  | 28     |
| 2    | Supraślanka Supraśl          | 16 | 11 | 2 | 3  | 55-21  | 24     |
| 3    | Sokół II Sokółka (b)         | 16 | 10 | 2 | 4  | 58-28  | 22     |
| 4    | Gryf Choroszcz               | 16 | 10 | 2 | 4  | 51-29  | 22     |
| 5    | Łoś Wasilków                 | 16 | 5  | 2 | 9  | 50-42  | 12     |
| 6    | Jagiellonia II Białystok (b) | 16 | 5  | 2 | 9  | 31-62  | 12     |
| 7    | LZS Kuźnica Białostocka      | 16 | 5  | 0 | 11 | 24-44  | 10     |
| 8    | Czarni Waliły                | 16 | 3  | 1 | 12 | 19-72  | 7      |
| 9    | Skra II Czarna Białostocka   | 16 | 3  | 1 | 12 | 18-70  | 7      |

- Po sezonie Sokół II Sokółka oraz Czarni Waliły wycofały się z rozgrywek.

## Puchar Polski – rozgrywki okręgowe
- Włókniarz Białystok: Olimpia Zambrów 6:2